# Радіолярії
Радіолярії (Radiolaria) — амебоподібні планктонні істоти, які утворюють складні мінеральні скелети. Здебільшого належать до ризарій (Rhizaria).

## Загальний опис
Зазвичай наявна центральна капсула, що ділить клітину на внутрішню і зовнішню частини (ендоплазма та ектоплазма). Живуть в океанській воді як частина планктону, і завдяки швидкій еволюційній видозміні є важливим хронологічним фактором при вивченні скам'янілостей. Радіолярії відомі починаючи з Кембрійського періоду. Деякі поширені скам'янілості радіолярій включають представників родин Actinomma, Heliosphaera і Hexadoridium. Скелети радіолярій утворюють глибоководний радіолярієвий мул, радіолярит.
Радіолярії мають багато голкоподібних псевдоподій, аксоподій, які використовуються для живлення. Вони також мають колючі відростки, які допомагають при плаванні. Ядра і більшість органел знаходяться в ендоплазмі, тоді як ектоплазма наповнена вакуолями та крапельками ліпідів, утримуючи радіолярій на плаву. Часто вони живуть у симбіозі з водоростями, особливо з Zooxanthellae, які забезпечують більшість енергії клітини радіолярії. Вказана будова характерна і для сонцевиків (Heliozoa), але в останніх нема центральних капсул і вони формують простіші відростки.
Головний підряд радіолярій — Polycystinea, представники якого формують крем'янисті скелети. До нього належить більшість скам'янілостей. Вони також включають Acantharea, які формують скелети із сульфату стронцію. Окрім деяких початкових робіт, сучасні генетичні дослідження розміщують ці дві групи поряд. Вони також включають особливу родину Sticholonche, представники якої не мають внутрішнього скелета і тому часто розглядаються як Heliozoa.
Традиційно радіолярії також включали Phaeodarea, які формують крем'янисті скелети, але відрізняються від Polycystinea в кількох інших аспектах. Проте, на молекулярних деревах вони групуються з Cercozoa, групою, яка включає різних джгутикових і амебоподібних Найпростіших. Інші радіолярії з'являються біля, але за межами, Cercozoa, так що схожість виникла завдяки конвергентній еволюції. Радіолярії та Cercozoa належать до підцарства Rhizaria.

## Мистецтво, пов'язане з радіоляріями

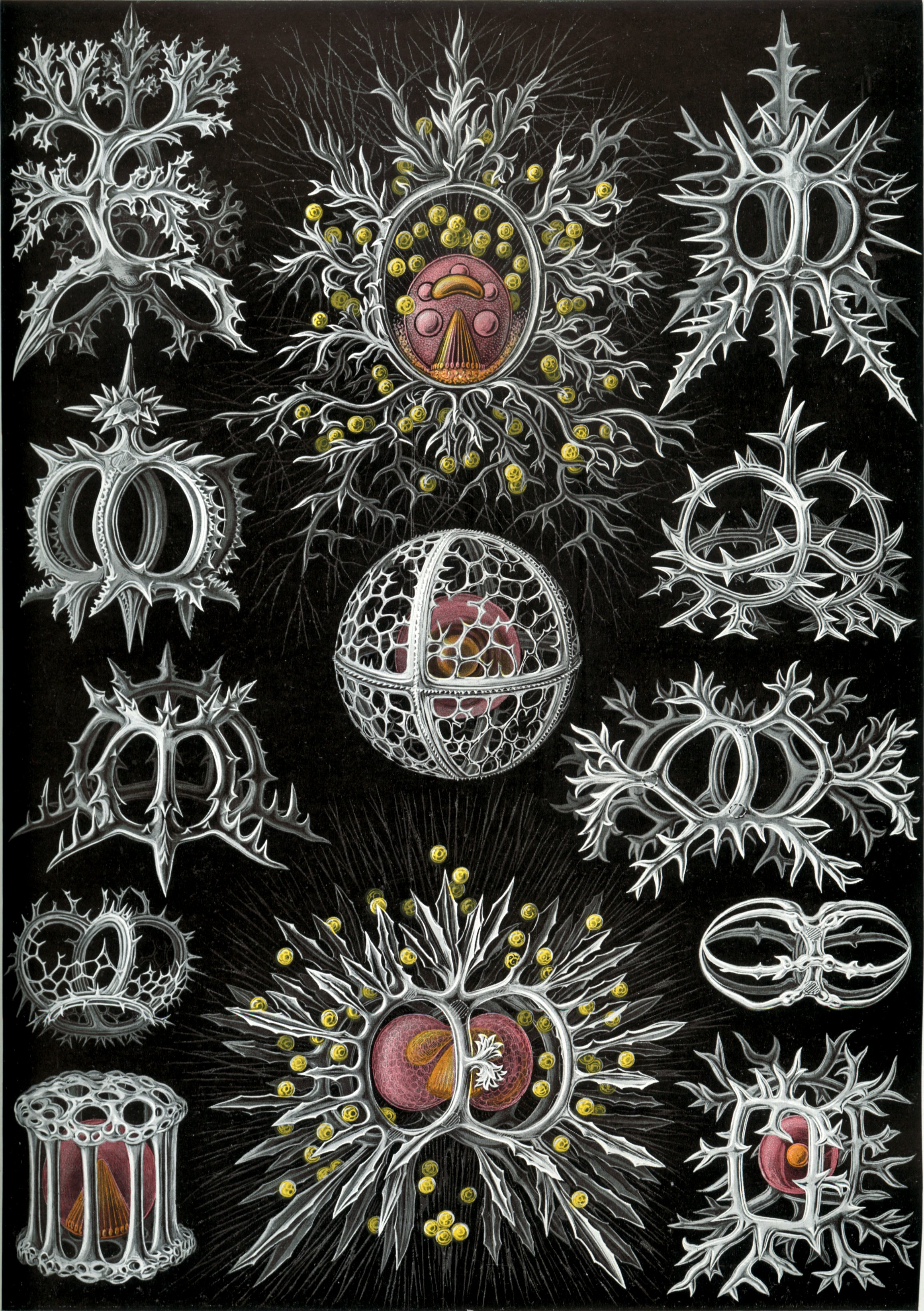
Малюнок із Kunstformen der Natur (Мистецтво природи) Ернста Геккеля, 1904, який показує радіолярій надродини Stephoidea

### Ернст Гекель
Німецький біолог Ернст Гекель  створив виняткові (і можливо дещо фантастичні) малюнки радіолярій, допомігши популяризувати цих найпростіших серед Вікторіанської «кімнати мікроскопістів» разом із форамініферами та діатомеями.

### Єва Б'єрке
Єва Б'єрке (Eva Bjerke), шведська скульпторка-керамістка, провела в 1999 р. показ композиції «Радіолярії», яка виставлялася в містах Мункебі, Удвала і Бенгтсфорс у Швеції та Осло і Ларвік в Норвегії. Скульптури радіолярій були зроблені з глини кістково-білого кольору та були висотою від 33 см до 56 см.
Єва Б'єрке закохана в радіолярії і її мрія — вивчити різноманітність їх форм, збільшуючи їх в скульптурах, щоб змусити людей бачити багатство і красу моря. Як вона каже «Коли я працювала в бібліотеці морської дослідницької станції в Фіскебакскіле, я побачила деякі книги, написані Ернстом Гекелем. Вони описували радіолярій, з чудовими літографіями, зробленими А. та Е. Глитчами. Я була повністю захоплена цими життєвими формами мікрокосмосу — так відмінних від всього, що я бачила. Мені тільки довелося зробити їх форми в глині, можливо, щоб до кінця зрозуміти, що вони дійсно існують».

### Барбара Вест
Барбара Вест (Barbara West) — майстриня мистецтва тканинної аплікації, народжена в Канаді. Вона показала свою першу ковдру в 1998 в Кенмор, Альберта, Канада. Вона виставлялася на Національних показах мистецтва протягом кількох років і одержала Національні премії за три свої твори, зокрема Перший приз у 2003 за ковдру з радіоляріями, показану на малюнку. Ця ковдра була вибрана як одна з п'яти ковдр, що представляли Канаду на Світовому фестивалі ковдр в Нагої, Японія в березні 2004.

### Дагмар Богварт
Дагмар Богварт (Dagmar Borgwart) каже: «Коли я почав свою роботу з виготовлення моделей рослин у Ботанічному музеї в Берліні в 1975, я не знав, як наскільки світ мікроскопічних організмів кінець кінцем привабить мене. Я вчився на дизайнера реклами, але вже тоді помітив, що вивчення природи мене цікавить набагато більше, ніж створення рекламних плакатів. Бажання створити повні моделі цих маленьких форм життя з'явилося, коли я подивився в мікроскоп в Берлінському товаристві мікроскопії, і прочитав книги про мікроскопічний світ, особливо Ернста Гекеля, зокрема радіолярії захопили мою уяву.»

## Гекелевські радіолярії— Ілюстрації із Kunstformen der Natur (1904)

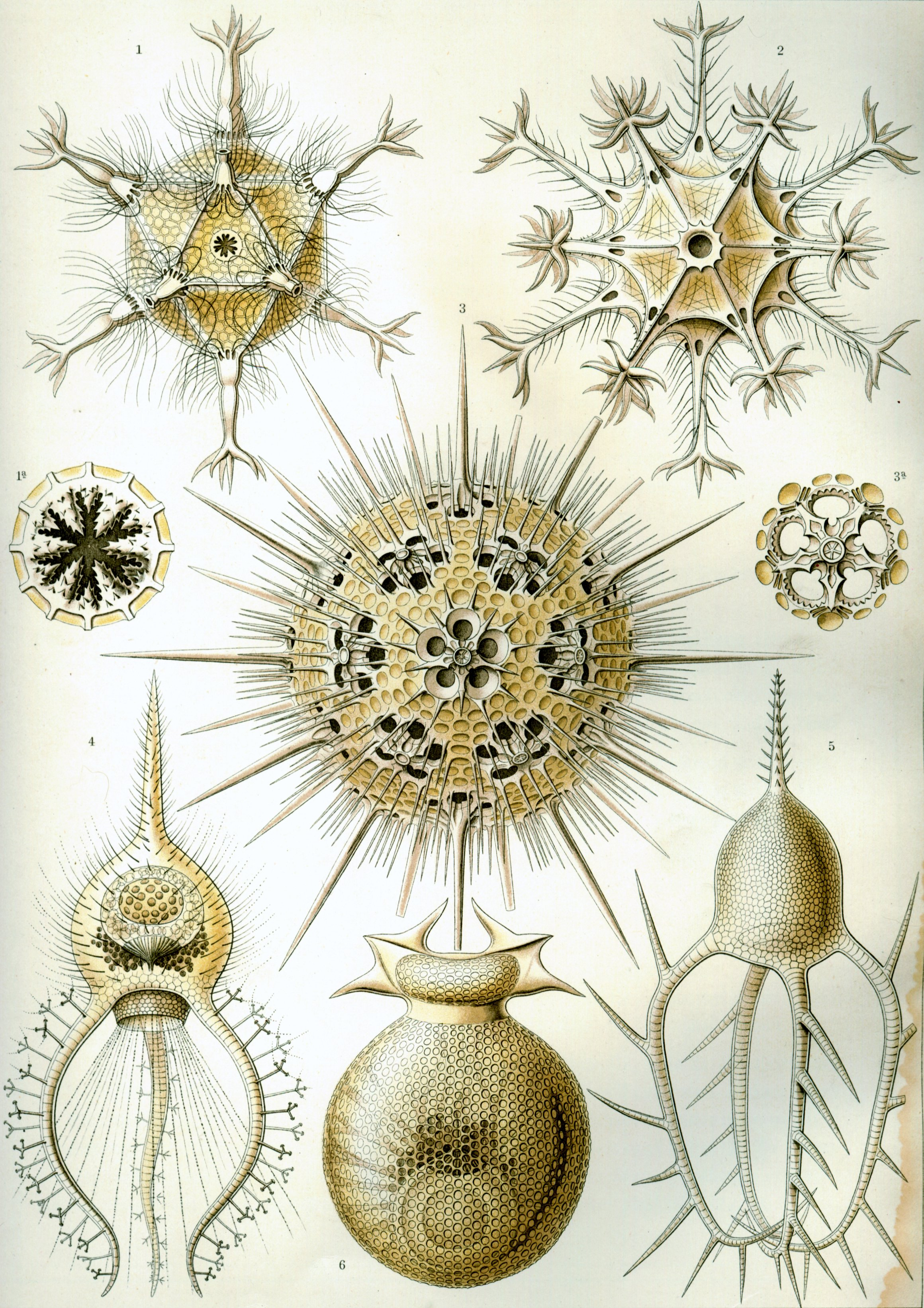
1. Phaeodaria
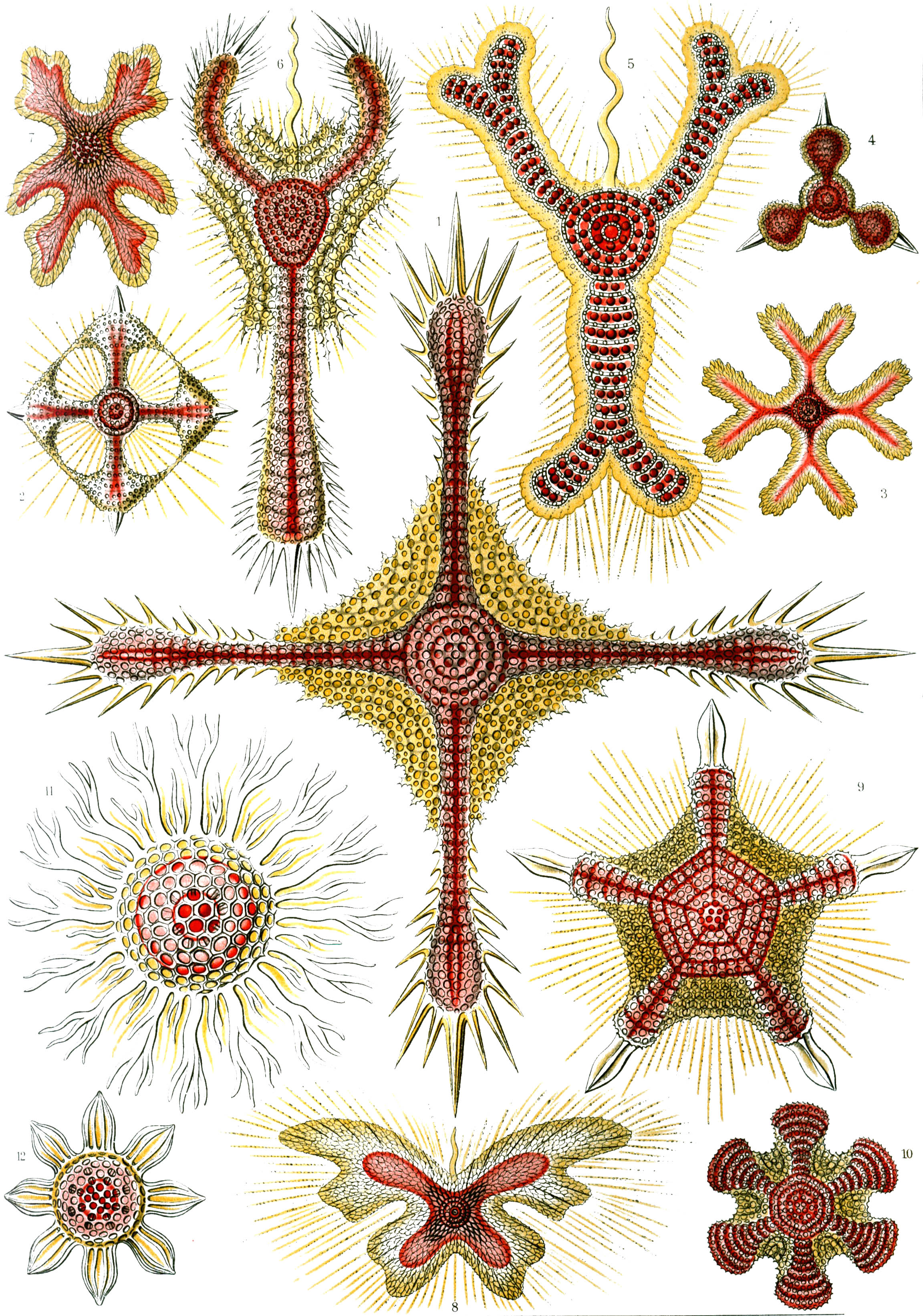
11. Discoidea
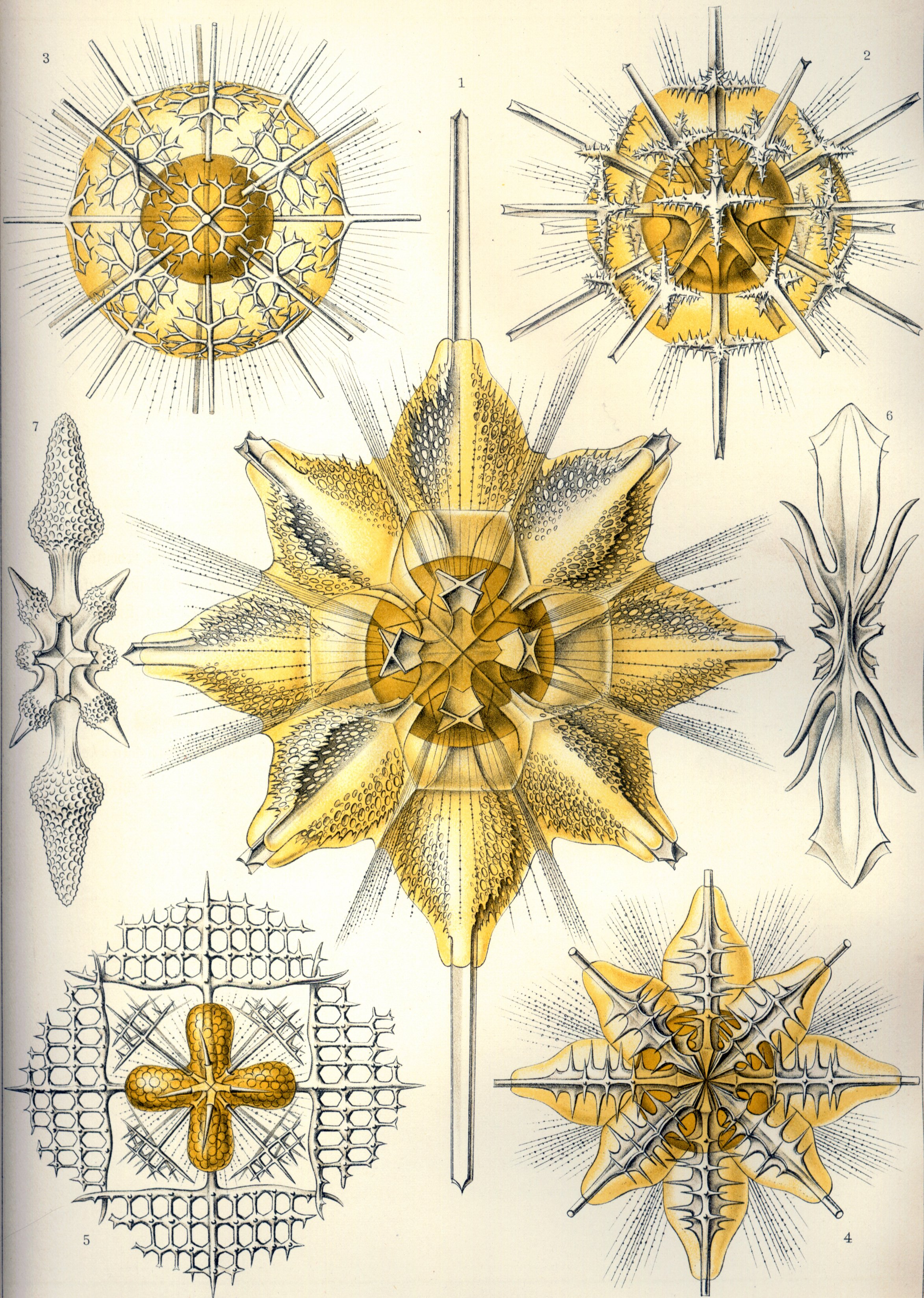
21. Acanthometra
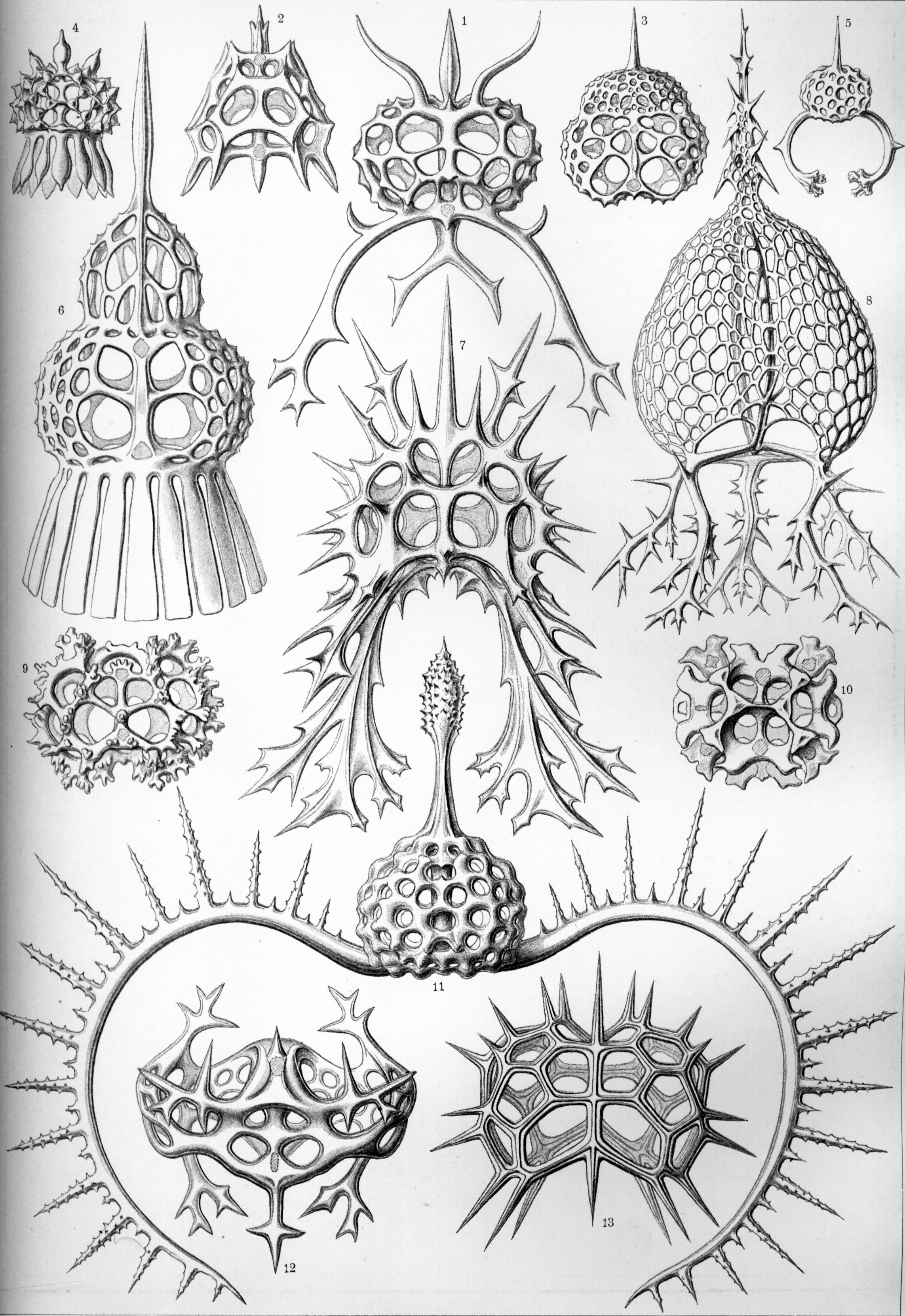
22. Spyroidea
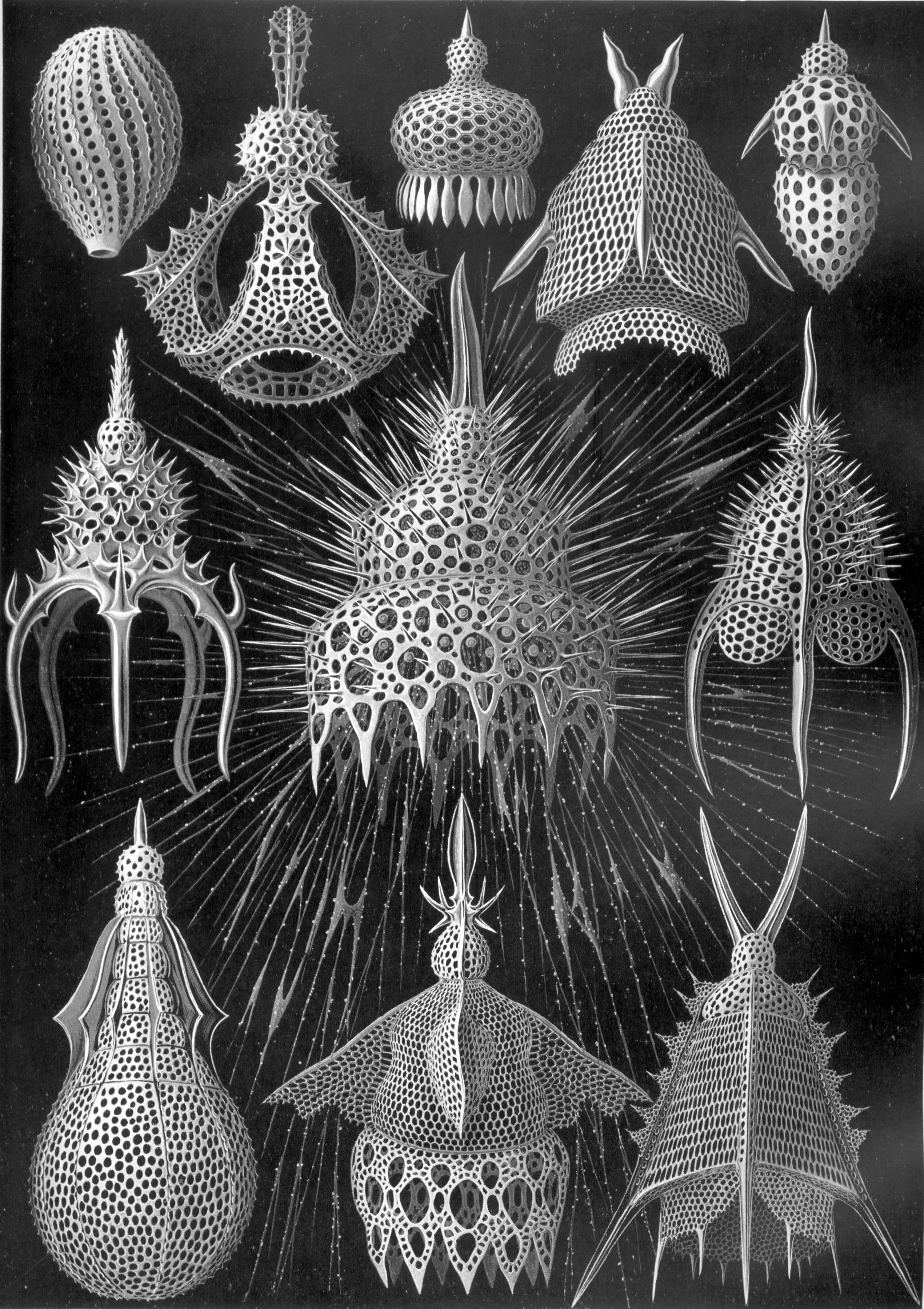
31. Cyrtoidea
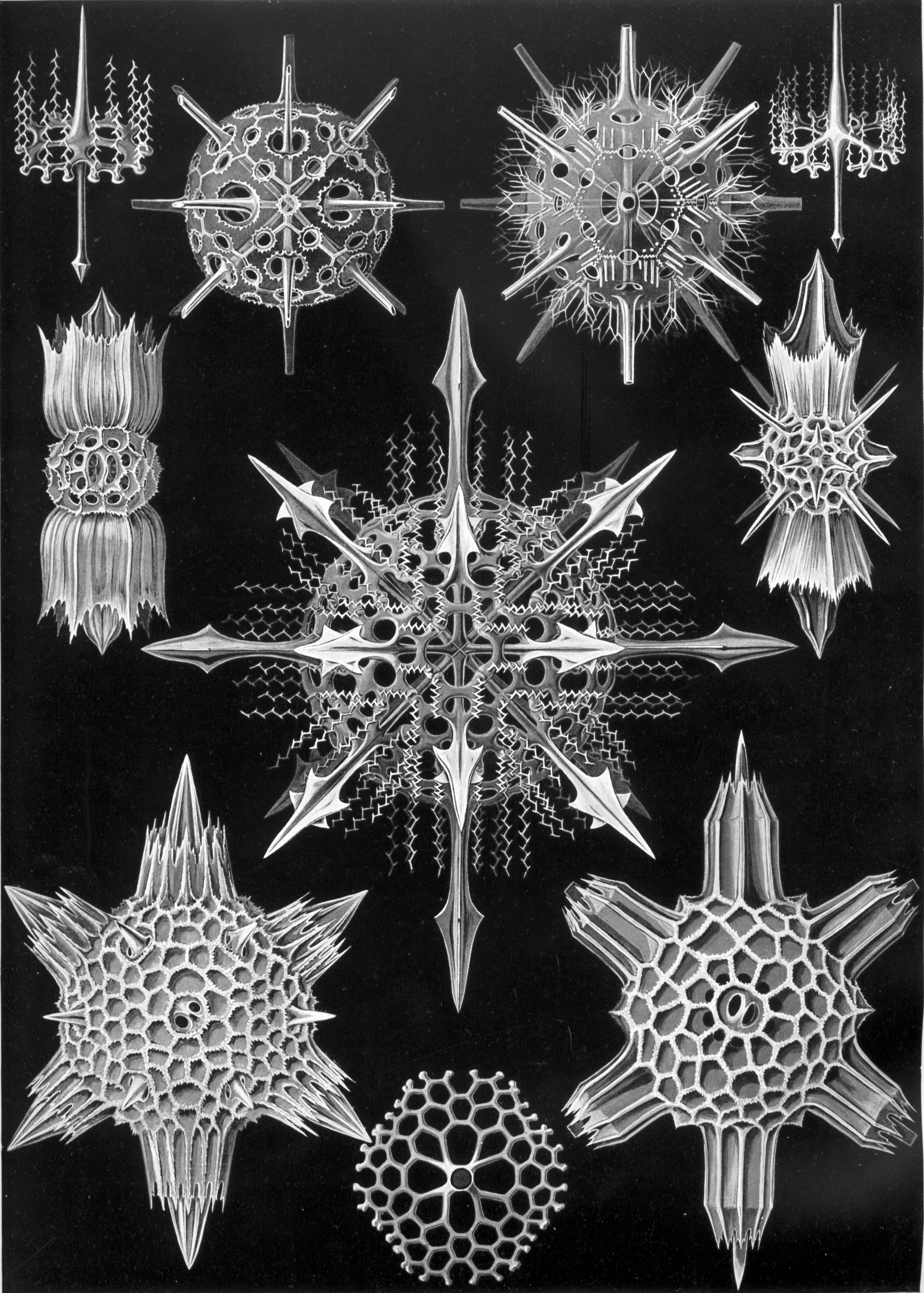
41. Acanthophracta
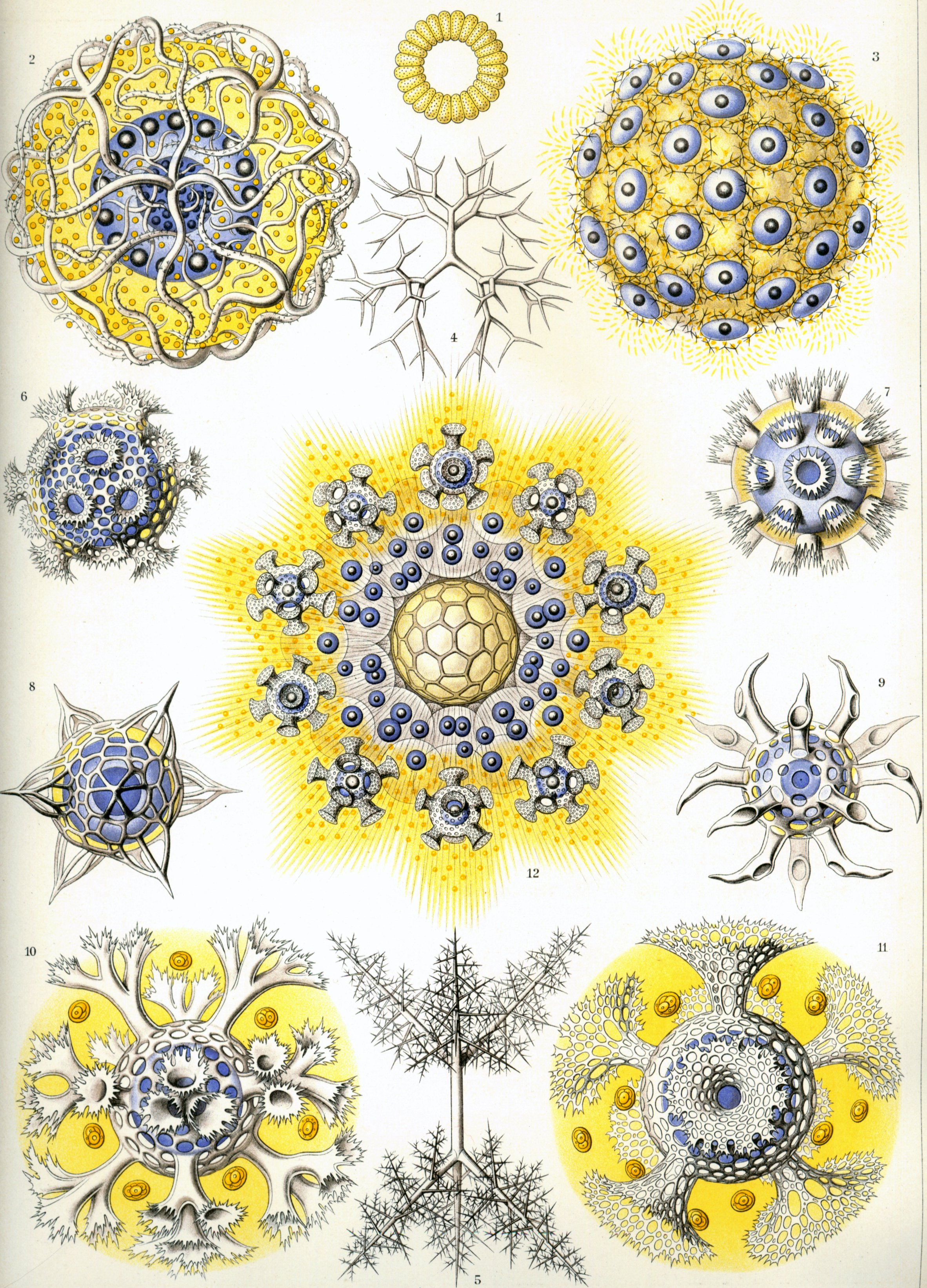
51. Polycyttaria
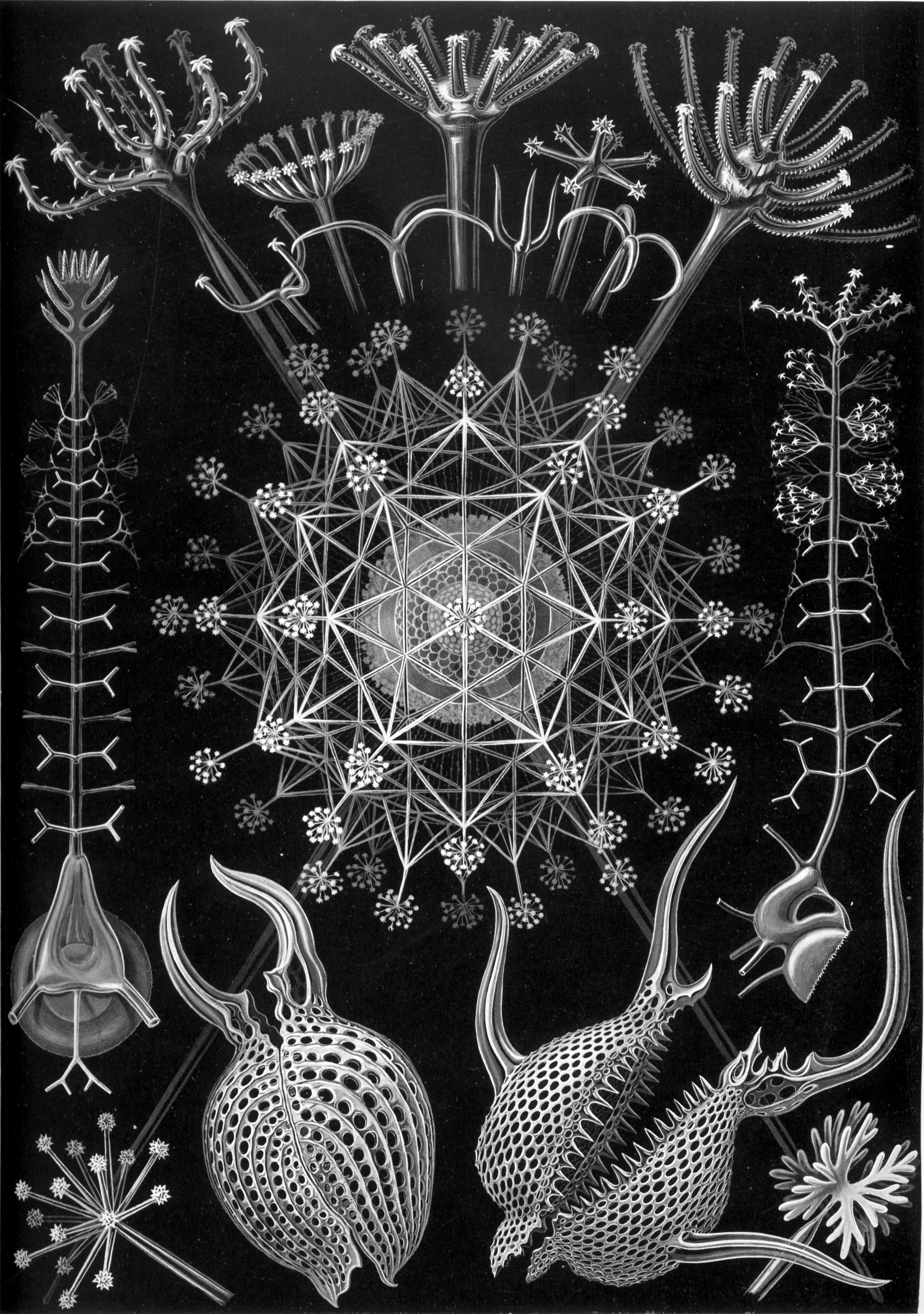
61. Phaeodaria
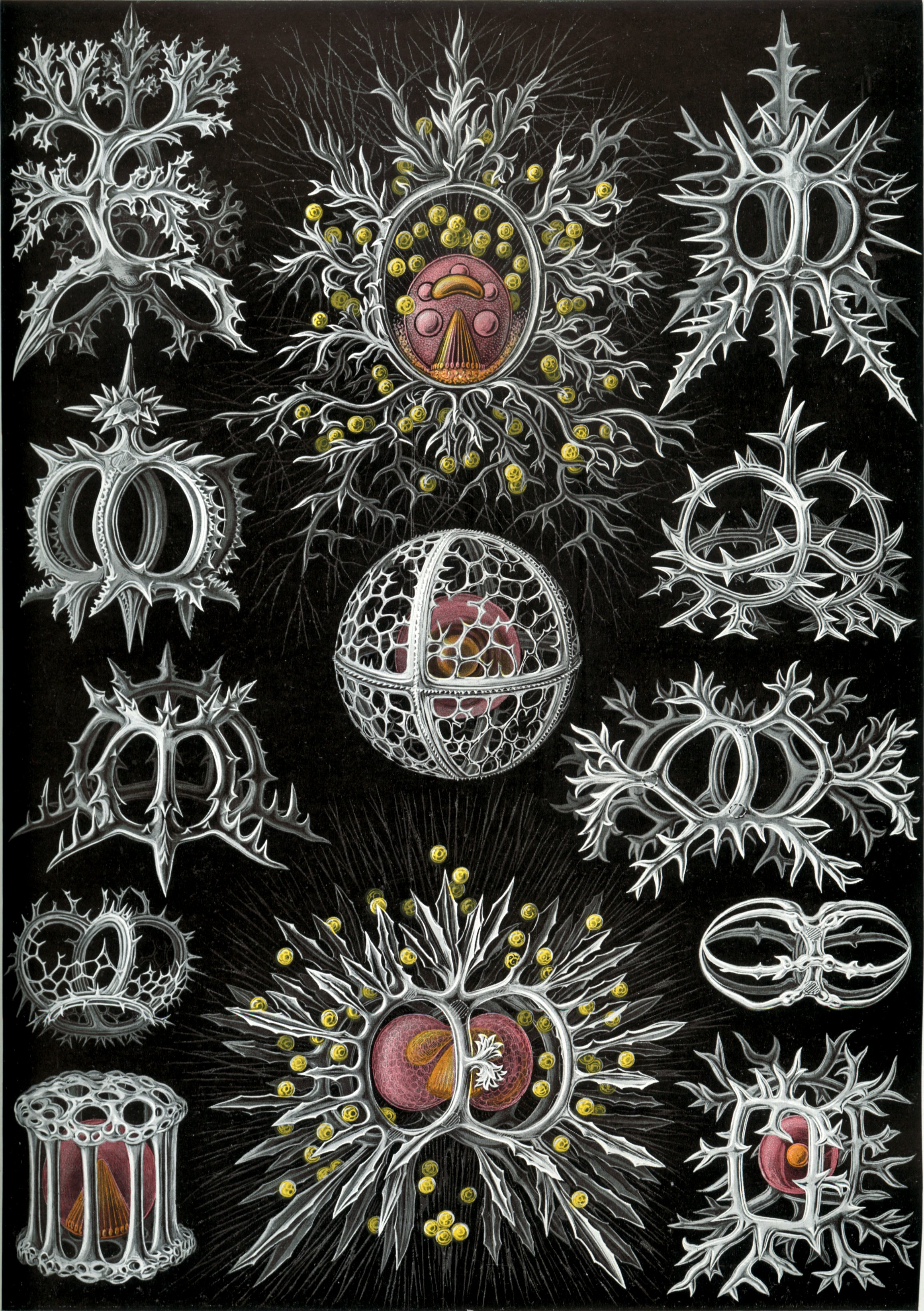
71. Stephoidea
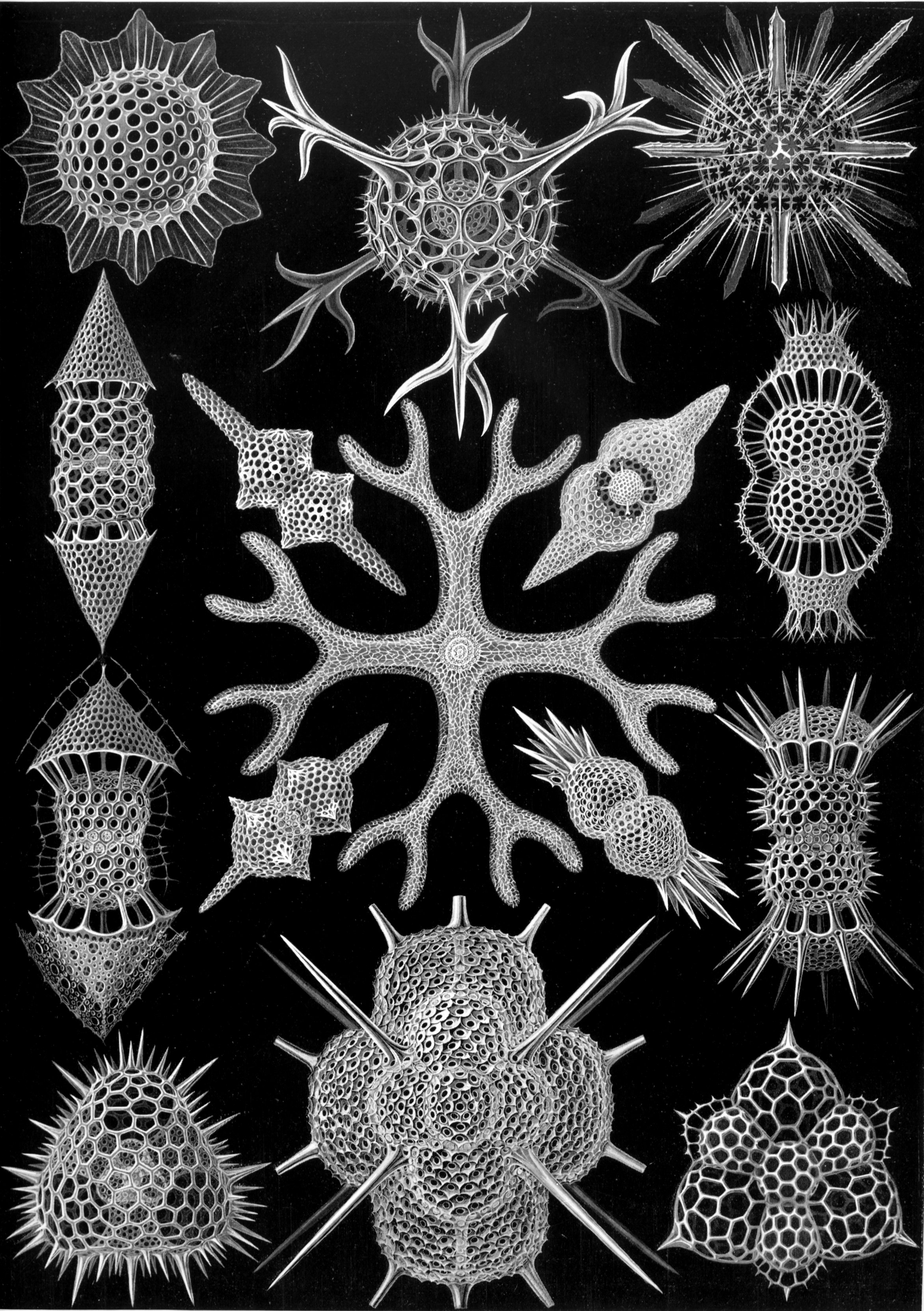
91. Spumellaria